# Archimonocelis helfrichi
Archimonocelis helfrichi är en plattmaskart som beskrevs av Karling, Mack-Fira, Dorjes 1972. Archimonocelis helfrichi ingår i släktet Archimonocelis och familjen Archimonocelididae. Inga underarter finns listade i Catalogue of Life.